# Megachile perfimbriata
Megachile perfimbriata är en biart som beskrevs av Cockerell 1931. Megachile perfimbriata ingår i släktet tapetserarbin, och familjen buksamlarbin. Inga underarter finns listade i Catalogue of Life.